# Zatoka Trzech Króli
Zatoka Trzech Króli (ang. Three Kings Cove) – zatoka u południowych wybrzeży Wyspy Króla Jerzego, w Cieśninie Bransfielda, ograniczona od północnego wschodu przylądkiem Three Sisters Point, a od południowego zachodu przylądkiem Mersey Spit. Na północno-zachodnich wybrzeżach do zatoki uchodzi Lodowiec Zbyszka. Wzdłuż południowo-zachodnich wybrzeży ciągną się Wzgórza Tatura. Na plażach zatoki bytują słonie morskie.
Nazwa zatoki pochodzi od Święta Trzech Króli 1980 r., kiedy przebywał tu zespół geologów polskiej ekspedycji antarktycznej.